# 聯聚中雍大廈
聯聚中雍大廈（英語：The Landmark），位於臺灣臺中市西屯區七期重劃區的摩天大樓，是聯聚建設建造的商辦大樓。西鄰新光三越台中店、東鄰遠東百貨。樓高39層，192公尺，現為臺中及中臺灣第一高樓，未來將被台中之鑽超越成為第二高樓。

## 建築設計

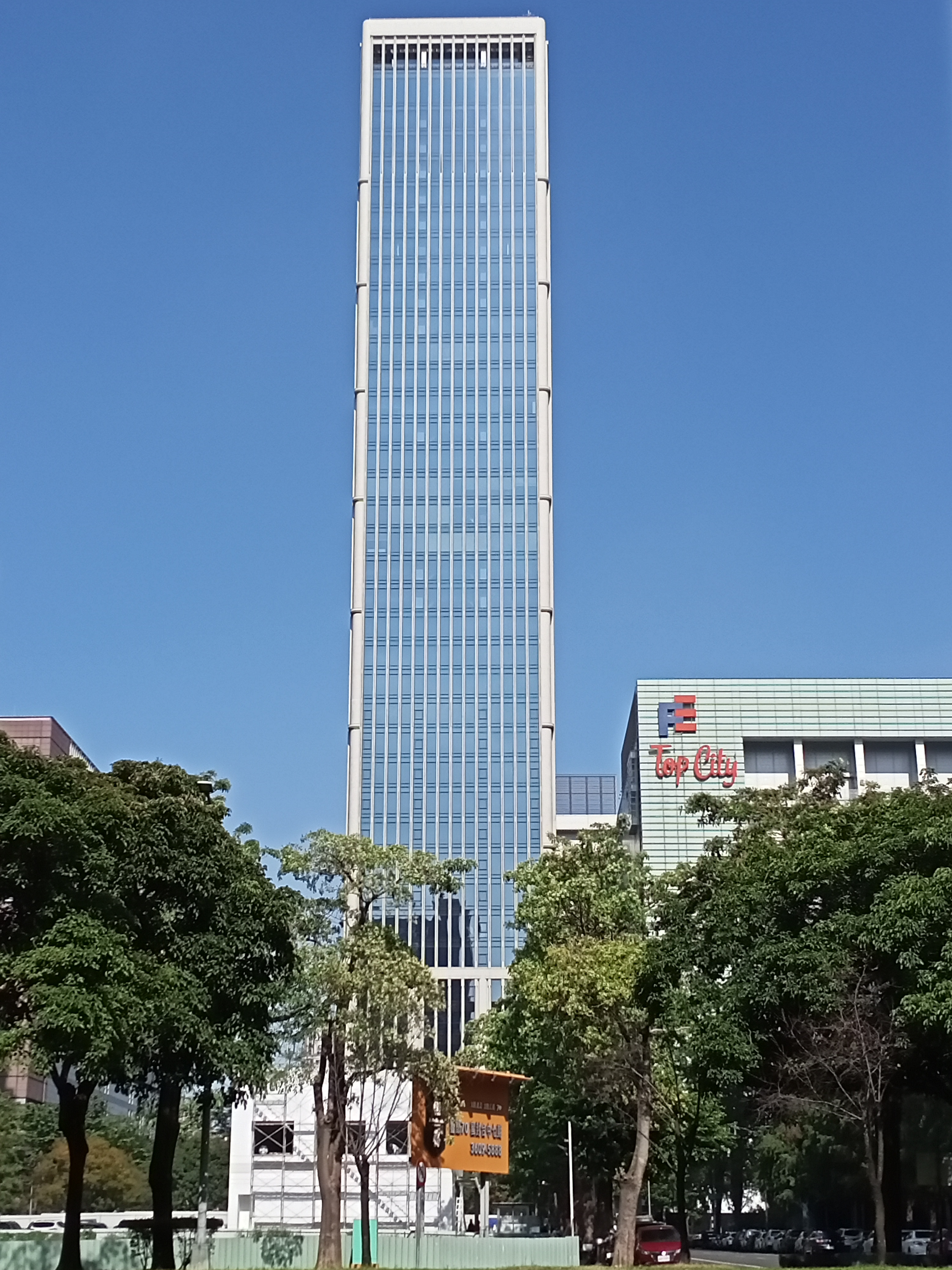
聯聚中雍大廈外觀

外觀設計發想自中式排梳外型，全棟量體採最簡約穩重的長矩形，並將邊角切弧、柔化處理天際線。全棟建材以米色花崗石與灰色玻璃構成，並局部搭配深灰色金屬飾板。:5-28

## 工程進度
- 2015年5月13日，舉行開工典禮，工程正式動工。

- 2016年1月27日，經過八個月的地下結構體施工後，鋼構出土。

- 2017年6月23日，結構體超越176.65米，取代世華國際大樓成為臺中第一高樓。

- 2017年7月11日，舉行上梁儀式，主結構的最後一根橫樑正式安裝到位。

- 2017年7月13日，鋼樑已吊裝至大樓最高處，象徵著192米的新高度已達成。

- 2018年1月20日，外牆帷幕全數安裝完畢。

- 2018年5月29日，建築工程正式完工，旋即進行室內裝修工程。

- 2019年3月23日，舉行公共藝術「行」青銅人形雕塑啟用典禮。

- 2019年5月，正式落成啟用。

## 工程事故
2019年5月10日，23歲的郭姓電梯工人進行電梯檢修時，電梯因不明原因故障失速墜落，拯救出來時已無生命跡象。